# Даоне
Даоне (итал. Daone) — коммуна в Италии, располагается в области Трентино-Альто-Адидже, в провинции Тренто.
Население коммуны, на 31.12.2014 года, составляло 575 человек, плотность населения ─ 3,65 чел./км². Коммуна занимает площадь 157,46 км². Почтовый индекс — 38080. Телефонный код — 0465.
Покровителем коммуны почитается святой апостол Варфоломей, празднование 24 августа.

## Население
Динамика населения:

## Города-побратимы
- Альвиано, Италия (2002)

## Администрация коммуны
- Официальный сайт: https://web.archive.org/web/20100316143048/http://www.valledidaone.it/